# سراج‌الدین شیحی
سراج‌الدین شیحی (عربی: سراج الدين شيحي؛ زادهٔ ۱۶ آوریل ۱۹۷۰) یک بازیکن فوتبال اهل تونس است.